# بئر باحسان (القطن)
'

تعديل مصدري - تعديل

بئر باحسان هي إحدى قرى عزلة القطن بمديرية القطن التابعة لمحافظة حضرموت، بلغ تعداد سكانها 20 نسمة حسب تعداد اليمن لعام 2004.